# Amygdalops major
Amygdalops major är en tvåvingeart som beskrevs av Rohacek 2004. Amygdalops major ingår i släktet Amygdalops och familjen sumpflugor. Inga underarter finns listade i Catalogue of Life.